# Rico Verhoeven
Rico Verhoeven (n. 10 aprilie 1989, Bergen op Zoom, Brabantul de Nord, Țările de Jos) este un kickboxer neerlandez și actualul campion din Glory la categoria Grea. De asemenea, el a concurat în promoțiile K-1, It ' s Showtime și SUPERKOMBAT. Verhoeven este în prezent clasat pe locul #1 la categoria grea din lume de către LiverKick.com, Combat Press și GLORY.

## Rezultate în kickboxing (Incomplet)
| Professional Kickboxing record                            | Professional Kickboxing record | Professional Kickboxing record | Professional Kickboxing record                                             | Professional Kickboxing record | Professional Kickboxing record | Professional Kickboxing record | Professional Kickboxing record | Professional Kickboxing record |
| --------------------------------------------------------- | ------------------------------ | ------------------------------ | -------------------------------------------------------------------------- | ------------------------------ | ------------------------------ | ------------------------------ | ------------------------------ | ------------------------------ |
| 61 Victori (20 (T)KOs), 10 Înfrângeri, 1 Remiză           |                                |                                |                                                                            |                                |                                |                                |                                |                                |
| Dată                                                      | Rezultat                       | Oponent                        | Eveniment                                                                  | Locație                        | Metodă                         | Rundă                          | Timp                           |                                |
| 2024-03-09                                                |                                | Se va anunța                   | Glory Heavyweight Grand Prix, Sferturi de finală                           | Arnhem, Țările de Jos          |                                |                                |                                |                                |
| 2023-11-04                                                | Victorie                       | Tariq Osaro                    | Glory: Collision 6                                                         | Arnhem, Țările de Jos          | Decizie (unanimă)              | 5                              | 3:00                           |                                |
| Păstrează centura Glory la categoria grea.                |                                |                                |                                                                            |                                |                                |                                |                                |                                |
| 2022-10-29                                                | Victorie                       | Hesdy Gerges                   | HIT IT                                                                     | Rotterdam, Țările de Jos       | TKO (Punches)                  | 5                              | 1:58                           |                                |
| 2021-10-23                                                | Victorie                       | Jamal Ben Saddik               | Glory Collision 3                                                          | Arnhem, Țările de Jos          | TKO (Punches)                  | 4                              | 0:56                           |                                |
| Păstrează centura Glory la categoria grea.                |                                |                                |                                                                            |                                |                                |                                |                                |                                |
| 2021-01-30                                                | Victorie                       | Tarik Khbabez                  | Glory 77: Rotterdam Final                                                  | Rotterdam, Țările de Jos       | TKO (Corner Stoppage/Injury)   | 1                              | 3:00                           |                                |
| Câștigă turneul Glory 77 la categoria grea.               |                                |                                |                                                                            |                                |                                |                                |                                |                                |
| 2021-01-30                                                | Victorie                       | Hesdy Gerges                   | Glory 77: Rotterdam Semi Final                                             | Rotterdam, Țările de Jos       | Decizie (unanimă)              | 3                              | 3:00                           |                                |
| 2019-12-21                                                | Victorie                       | Badr Hari                      | Glory 74: Arnhem                                                           | Arnhem, Țările de Jos          | TKO (Leg injury)               | 3                              | 0:59                           |                                |
| 2018-09-29                                                | Victorie                       | Guto Inocente                  | Glory 59: Amsterdam                                                        | Amsterdam, Țările de Jos       | Decizie (unanimă)              | 5                              | 3:00                           |                                |
| Păstrează centura Glory la categoria grea.                |                                |                                |                                                                            |                                |                                |                                |                                |                                |
| 2018-06-02                                                | Victorie                       | Mladen Brestovac               | Glory 54: Birmingham                                                       | Birmingham, Anglia             | Decizie (unanim)               | 5                              | 3:00                           |                                |
| Păstrează centura Glory la categoria grea.                |                                |                                |                                                                            |                                |                                |                                |                                |                                |
| 2017-12-09                                                | Victorie                       | Jamal Ben Saddik               | Glory 49: Rotterdam                                                        | Rotterdam, Țările de Jos       | KO (punches)                   | 5                              | 1:10                           |                                |
| Păstrează centura Glory la categoria grea.                |                                |                                |                                                                            |                                |                                |                                |                                |                                |
| 2017-10-14                                                | Victorie                       | Antônio Silva                  | Glory 46: China                                                            | Guangzhou, China               | TKO (Head Kick and Punches)    | 2                              | 0:43                           |                                |
| 2017-05-20                                                | Victorie                       | Ismael Lazaar                  | Glory 41: Holland                                                          | Den Bosch, Țările de Jos       | Decizie (Unanim)               | 5                              | 3:00                           |                                |
| 2016-12-10                                                | Victorie                       | Badr Hari                      | Glory: Collision                                                           | Oberhausen, Germania           | TKO (arm injury)               | 2                              | 1:22                           |                                |
| 2016-09-09                                                | Victorie                       | Anderson Silva                 | Glory 33: New Jersey                                                       | Trenton, New Jersey            | TKO (3 knockdowns)             | 2                              | 2:57                           |                                |
| Păstrează centura Glory la categoria grea.                |                                |                                |                                                                            |                                |                                |                                |                                |                                |
| 2016-03-12                                                | Victorie                       | Mladen Brestovac               | Glory 28: Paris                                                            | Paris, Franța                  | Decizie (Unanim)               | 5                              | 3:00                           |                                |
| Păstrează centura Glory la categoria grea.                |                                |                                |                                                                            |                                |                                |                                |                                |                                |
| 2015-12-04                                                | Victorie                       | Benjamin Adegbuyi              | Glory 26: Amsterdam                                                        | Amsterdam, Țările de Jos       | KO (right hook)                | 1                              | 2:12                           |                                |
| Păstrează centura Glory la categoria grea.                |                                |                                |                                                                            |                                |                                |                                |                                |                                |
| 2015-06-05                                                | Victorie                       | Benjamin Adegbuyi              | Glory 22: Lille                                                            | Lille, Franța                  | Decizie (Unanim)               | 5                              | 3:00                           |                                |
| Păstrează centura Glory la categoria grea.                |                                |                                |                                                                            |                                |                                |                                |                                |                                |
| 2015-02-06                                                | Victorie                       | Errol Zimmerman                | Glory 19: Virginia                                                         | Hampton, Virginia, SUA         | TKO (knee injury)              | 2                              | 2:17                           |                                |
| Păstrează centura Glory la categoria grea.                |                                |                                |                                                                            |                                |                                |                                |                                |                                |
| 2015-01-03                                                | Înfrângere                     | Andrey Gerasimchuk             | Kunlun Fight 15: The World MAX Return                                      | Nanjing, China                 | Decizie (Unanim)               | 3                              | 3:00                           |                                |
| 2014-06-21                                                | Victorie                       | Daniel Ghiță                   | Glory 17: Los Angeles                                                      | Inglewood, California, SUA     | Decizie (Unanim)               | 5                              | 3:00                           |                                |
| Câștigă centura Glory la categoria grea.                  |                                |                                |                                                                            |                                |                                |                                |                                |                                |
| 2013-12-21                                                | Victorie                       | Peter Aerts                    | Glory 13: Tokyo                                                            | Tokyo, Japonia                 | Decizie (split)                | 3                              | 3:00                           |                                |
| 2013-10-12                                                | Victorie                       | Daniel Ghiță                   | Glory 11: Chicago - Heavyweight World Championship Tournament, Final       | Hoffman Estates, Illinois, SUA | Decision (unanimous)           | 3                              | 3:00                           |                                |
| Wins the Glory Heavyweight World Championship Tournament. |                                |                                |                                                                            |                                |                                |                                |                                |                                |
| 2013-10-12                                                | Victorie                       | Gökhan Saki                    | Glory 11: Chicago - Heavyweight World Championship Tournament, Semi Finals | Hoffman Estates, Illinois, SUA | Decizie (majoritară)           | 3                              | 3:00                           |                                |
| 2013-06-22                                                | Victorie                       | Errol Zimmerman                | Glory 9: New York                                                          | New York City, New York, SUA   | Decizie (Unanim)               | 3                              | 3:00                           |                                |
| 2013-04-20                                                | Victorie                       | Jhonata Diniz                  | Glory 7: Milan                                                             | Milan, Italia                  | Decizie (Unanim)               | 3                              | 3:00                           |                                |
| 2012-12-31                                                | Înfrângere                     | Semmy Schilt                   | Glory 4: Tokyo - Heavyweight Grand Slam Tournament, Quarter Finals         | Saitama, Japonia               | Decizie (Unanim)               | 2                              | 2:00                           |                                |
| 2012-12-31                                                | Victorie                       | Sergei Kharitonov              | Glory 4: Tokyo - Heavyweight Grand Slam Tournament, First Round            | Saitama, Japonia               | Decizie (Unanim)               | 2                              | 2:00                           |                                |
| 2012-06-30                                                | Victorie                       | Hesdy Gerges                   | Music Hall & BFN Group present: It's Showtime 57 & 58                      | Bruxelles, Belgia              | Decizie                        | 3                              | 3:00                           |                                |
| 2012-05-27                                                | Înfrângere                     | Serhiy Lashchenko              | K-1 World MAX 2012 World Championship Tournament Final 16, Super Fight     | Madrid, Spania                 | Ext. R Decizie (split)         | 4                              | 3:00                           |                                |
| 2012-03-17                                                | Victorie                       | Ben Edwards                    | Capital Punishment 5                                                       | Canberra, Australia            | Decizie                        | 3                              | 3:00                           |                                |
| 2012-01-28                                                | Înfrângere                     | Errol Zimmerman                | It's Showtime 2012 in Leeuwarden                                           | Leeuwarden, Țările de Jos      | KO (left uppercut)             | 1                              | 0:59                           |                                |
| 2011-11-17                                                | Victorie                       | Hesdy Gerges                   | SUPERKOMBAT Fight Club                                                     | Oradea, România                | Decizie (split)                | 3                              | 3:00                           |                                |
| 2011-06-18                                                | Victorie                       | Reamon Welboren                | Thaiboksgala BlokhuispoortKickboxing                                       | Leeuwarden, Țările de Jos      | Decizie (split)                | 3                              | 3:00                           |                                |
| 2011-05-21                                                | Victorie                       | Justice Smith                  | SUPERKOMBAT World Grand Prix I 2011, Reserve Fight                         | București, România             | TKO (referee stoppage)         | 1                              | N/A                            |                                |
| 2011-03-06                                                | Înfrângere                     | Jamal Ben Saddik               | It's Showtime Sporthallen Zuid                                             | Amsterdam, Țările de Jos       | TKO (corner stoppage)          | 2                              | 1:00                           |                                |
| 2010-12-18                                                | Victorie                       | Frank Muñoz                    | Fightclub presents: It's Showtime 2010                                     | Amsterdam, Țările de Jos       | Decizie                        | 3                              | 3:00                           |                                |
| 2010-10-09                                                | Victorie                       | Michael Duut                   | Ring Rage Part 5                                                           | Assen, Țările de Jos           | Decision                       | 3                              | 3:00                           |                                |
| 2010-09-12                                                | Victorie                       | Ricardo van den Bos            | Fightingstars presents: It's Showtime 2010                                 | Amsterdam, Țările de Jos       | Decizie (Unanim)               | 3                              | 3:00                           |                                |
| 2010-05-29                                                | Victorie                       | Dzevad Poturak                 | It's Showtime 2010 Amsterdam                                               | Amsterdam, Țările de Jos       | Decizie (Unanim)               | 3                              | 3:00                           |                                |
| 2009-11-21                                                | Victorie                       | Jantje Siersema                | It's Showtime 2009 Barneveld                                               | Barneveld, Țările de Jos       | KO (left knee to body)         | 1                              | N/A                            |                                |
| 2009-10-24                                                | Înfrângere                     | Rustemi Kreshnik               | It's Showtime 2009 Lommel                                                  | Lommel, Belgia                 | Extra round decision           | 4                              | 3:00                           |                                |
| 2009-08-11                                                | Înfrângere                     | Brice Guidon                   | K-1 World GP 2009 Tokyo, Quarter Finals                                    | Tokyo, Japonia                 | Decizie                        | 3                              | 3:00                           |                                |
| 2009-08-29                                                | Victorie                       | Gábor Meiszter                 | It's Showtime 2009 Budapest                                                | Budapest, Hungary              | Decizie                        | 3                              | 3:00                           |                                |
| 2009-06-13                                                | Înfrângere                     | Ismael Londt                   | Gentlemen Promotions                                                       | Tilburg, Țările de Jos         | Decizie (Unanim)               | 3                              | 3:00                           |                                |
| 2009-05-16                                                | Victorie                       | Ricardo Fyeet                  | It's Showtime 2009 Amsterdam                                               | Amsterdam, Țările de Jos       | Decizie                        | 3                              | 3:00                           |                                |
| 2009-03-18                                                | Victorie                       | Filip Verlinden                | Fights at the Border presents: It's Showtime 2009                          | Antwerp, Belgia                | Decizie                        | 3                              | 3:00                           |                                |
| 2009-03-14                                                | Victorie                       | Petar Majstorovic              | Oktagon presents: It's Showtime 2009                                       | Milan, Italia                  | Decizie                        | 3                              | 3:00                           |                                |
| 2008-11-29                                                | Victorie                       | Dennis Stolzenbach             | It's Showtime 2008 Eindhoven                                               | Eindhoven, Țările de Jos       | Decizie                        | 3                              | 3:00                           |                                |
| 2008-08-09                                                | Victorie                       | Koichi Watanabe                | K-1 World GP 2008 Hawaii, Super Fight                                      | Honolulu, Hawaii               | Decizie                        | 3                              | 3:00                           |                                |
| 2008-04-26                                                | Victorie                       | Christiano Delgado             | K-1 World GP 2008 Amsterdam, Opening Fight                                 | Amsterdam, Țările de Jos       | Decizie                        | 3                              | 3:00                           |                                |
| 2008-02-17                                                | Victorie                       | Redouan Abdelloui              | K-1 MAX Netherlands 2008, Super Fight                                      | Utrecht, Țările de Jos         | Decizie                        | 3                              | 3:00                           |                                |
| 2007-12-16                                                | Victorie                       | Brunon Sokołowski              | Oss Muay Thai                                                              | Oss, Țările de Jos             | Decizie                        | 3                              | 3:00                           |                                |
| 2007-05-13                                                | Înfrângere                     | Said Eljajaui                  | Fight Night Veghel B Tournament, Quarter Finals                            | Veghel, Țările de Jos          | Decizie (Unanim)               | 3                              | 2:00                           |                                |
| 2007-03-24                                                | Victorie                       | Zoltán Tóth                    | WFCA Muay thai gala, Zuidwest hallen                                       | Roosendaal, Țările de Jos      | Decizie (Unanim)               | 5                              | 2:00                           |                                |
| 2006-10-15                                                | Înfrângere                     | Brian Douwes                   | Top Team Beverwijk Muay thai gala                                          | Beverwijk, Țările de Jos       | Decizie (Unanim)               | 5                              | 2:00                           |                                |
| 2006-04-09                                                | Victorie                       | Reduan Abdellaoui              | K.O.C. III                                                                 | Goes, Țările de Jos            | Decizie (Unanim)               | 3                              | 1:30                           |                                |
| 2006-02-03                                                | Victorie                       | Chris van den Ouweland         | Thaiboxing Gala, Zuidwesthallen                                            | Roosendaal, Țările de Jos      | KO (strikes)                   | 3                              | N/A                            |                                |
| 2005-11-26                                                | Victorie                       | Stijn van Tatenhove            | Thaiboxing Gala, Zuidwesthallen                                            | Roosendaal, Țările de Jos      | Decizie                        | 3                              | 2:00                           |                                |
| 2005-05-29                                                | Victorie                       | Sander Duyvis                  | Gala in Zonnehuis                                                          | Amsterdam, Țările de Jos       | Decizie                        | 3                              | 1:30                           |                                |
| 2005-04-30                                                | Victorie                       | Wilbert Dam                    | Impact in de Zuidwesthallen                                                | Roosendaal, Țările de Jos      | KO (strikes)                   | 2                              | 1:56                           |                                |
| 2004-10-15                                                | Remiză                         | Brian Douwes                   | Gala in Beverwijk                                                          | Beverwijk, Țările de Jos       | Remiză                         | 3                              | 3:00                           |                                |
| Legend: Win Loss Draw/No contest Notes                    |                                |                                |                                                                            |                                |                                |                                |                                |                                |